# 多尔胡
多尔胡或译杜尔胡是爱尔兰传说中的生物或神秘生物，该词可以粗略地译为“水犬”（water hound）。它就像一只狗和一只水獭，尽管偶尔会被描述成半犬半鱼。它生活在水中具有保护性能的皮毛。
经过多年的许多目击事件均被记录在册。最近一次是2003年爱尔兰艺术家肖恩·科克伦与他的妻子声称在奥梅岛曾目击过杜尔胡。在他的描述中这个大型黑色生物发出了令人难忘的嚎叫, 游动得很快且拥有橘色像足部一样的鳍状肢。
在格莱纳德（Glenade）发现的一块墓碑上，Co. Leitrim描述了多尔胡与袭击当地的一名妇女的生物有关。这块墓石声称这是为17世纪遭多尔胡杀害的一名妇女所立的墓碑。这名妇女的名字据说是“Gráinne”。 她的丈夫据说听到当时在格莱纳德湖洗衣的妻子的尖叫声，Co. Leitrim马上过去营救。 当他赶到，她已经死亡，多尔胡正在被肢解了的尸体上饮血。这名男子要杀死多尔胡，多尔胡心脏被创，当它快死之时, 发出了呼唤声，它的同伴从湖里游来。它的同伴追逐这名男子，经过了一番血战，男子也将它的同伴杀死了。
dobharchú是一个现代爱尔兰语词汇，意为 “水獭”。在现代爱尔兰语中“水”是'uisce' ，虽然'dobhar'也罕有使用。 'Dobhar'在其他凯尔特语族是一个古老的同源词(“水”在威尔士语里是'dwr')。'Cú' （读音“库”）在爱尔兰语中意为“犬”（'hound'）。例如，库胡林（Cúchulainn）英文中译为the hound of Culainn。多尔胡也被称为"dobarcu"，英语化的称谓为"doyarchu"和"dhuragoo"。